# Испуганный лебедь
Испуганный лебедь (нидерл. De bedreigde zwaan) — работа нидерландского художника Золотого века Яна Асселина. Одна из самых известных его работ. Испуганный, изображенный в агрессивной позе лебедь, что защищает яйцо — это была аллегория на Яна де Витта и Республику Соединённых провинций. Картина хранится в Рейксмюсеуме в Амстердаме.

## История создания
Картина была выполнена нидерландским художником, членом общества «Перелетных птиц» — Яном Асселином. Будучи в приятельских отношениях с Рембрандтом, который также проживал в это время в Амстердаме, художник рисует «Испуганного лебедя» за два года до своей смерти. Лебедь, как не хищная птица, был выбран художников в качестве символа нидерландского национализма. В первоначальной работе отсутствовали какие-либо надписи. Последующие владельцы полотна внесли свои изменения, что было выяснено исследователями в ходе изучения картины.

## Сюжет картины
Изначальный вариант картины исключал какие-либо надписи и не имел ничего общего с событиями, которые произойдут в 1672 году. Ян Асселин использовал аллегорию, в которой лебедь был Республикой Соединённых провинций, что защищается от опасности в виде собаки. В то время последняя представляла собой Англию и Францию. Надписи: возле собаки «враг штатов» (нидерл. de viand van de staat), возле лебедя «великий пенсионарий» (нидерл. de raad-pensionaris) и на яйце «Голландия» (нидерл. Holland) возникли значительно позже.
Во время правления Яна де Витта в качестве «великого пенсионария» Республика Соединённых провинций была втянута в торговый конфликт с Францией и Англией. Де Витт пытался всячески противодействовать укреплению союза этих стран против нидерландских купцов. Также он выступал против реставрации монархии и представителей так называемых «оранжистов». Манипуляция и интриги на международном уровне привели к тому, что Англия и Франция создали союз и тем самым было положено начало третьей англо-голландской войне. Помимо этого, французские войска вторглись в Республику Соединенных провинций, тем самым взяв ее в морскую и материковую блокаду. Пребывая в катастрофическом положении, де Витт не желал идти на какие-либо компромиссы и тем самым настроил против себя Генеральные Штаты и общество в целом. Все это привело к тому, что в 1672 году он был убит разъяренной толпой. Поэтому следующий после Яна Асселина владелец картины был ярым приверженцем Яна де Витта и внес надписи на картину не ранее чем в 1672 году. Таким образом, уже после смерти Яна Асселина картина приобрела еще одну аллегорию — политическую.

## Провенанс
В 1790-х годах эта картина находилась в коллекции Яна Гильдемейстера и была включена в каталог картин 1800 года, созданных для продажи его поместья. Картина была приобретена торговцем произведениями искусства Корнелисом Себилле Роосом за 100 гульденов для галереи Маурицхёйс в Гааге от имени директора Александра Гогеля.